# Тамазов, Тимур Мухамедович
Тимур Мухамедович Тамазов (25 октября 1990, Карагач, Прохладненский район — 17 сентября 2022, Костромка, Херсонская область) — российский военнослужащий, командир сводного штурмового отряда «Шторм» 76-й гвардейской десантно-штурмовой дивизии Воздушно-десантных войск, гвардии капитан. Герой Российской Федерации (посмертно).

## Биография
Тимур родился 25 октября 1990 года в селе Карагач Прохладненского района Кабардино-Балкарской Республики в многодетной семье из троих детей и являлся самым младшим.
В возрасте 15 лет остался без отца. В 2008 году окончил среднюю общеобразовательную школу № 1 имени Х. Т. Башорова в родном селе Карагач.
С 2008 года начал служить в Вооружённых силах Российской Федерации, являлся курсантом Рязанского высшего воздушно-десантного командного училища имени генерала армии В. Ф. Маргелова.
После окончания учёбы в 2013 году проходил службу в 76-й гвардейской десантно-штурмовой Черниговской Краснознамённой ордена Суворова дивизии Воздушно-десантных войск (ВДВ) (место локализации — Псковская область). Служил командиром парашютно-десантного взвода, заместителем командира, затем был командиром парашютно-десантной роты, в том числе с 2018 года — по воздушно-десантной подготовке. Участвовал в военной операции России в 2015 году в Сирии против международных террористических формирований.
24 февраля 2022 года в составе своего подразделения принимал участие во вторжении России на Украину. 15 июля назначен командиром сводного штурмового отряда «Шторм».
По информации российских СМИ «в одном из последних боёв штурмовая группа Тамазова в течение нескольких часов сдерживала натиск превосходящих сил врага. Тамазов получил тяжёлое ранение, но продолжал руководить боем». Позднее скончался в госпитале от полученных ранений.
Похоронен в селе Карагач Прохладненского района.

## Награды
- Герой Российской Федерации (посмертно). Указом Президента Российской Федерации («закрытым») от 14 декабря 2022 года за мужество и героизм, проявленные при исполнении воинского долга, гвардии капитану Тамазову Тимуру Мухамедовичу присвоено звание Героя Российской Федерации (посмертно)[7]. Медаль «Золотая Звезда» передана семье Героя 17 января 2023 года в городе Нальчике главой Кабардино-Балкарской Республики К. В. Коковым.
- Орден Мужества (посмертно)
- Медаль Суворова
- Медаль Жукова
- Имеются ведомственные награды

## Память
- В честь Тимура Тамазова был переименован переулок «Театральный» в микрорайоне «Горный» города Нальчик[8][9].

## Факты
- Парашютист-инструктор
- Кандидат в мастера спорта России